# Sphenomorphus cophias
Espèce
Synonymes
- Lygosoma cophias (Boulenger, 1908)

Sphenomorphus cophias est une espèce de sauriens de la famille des Scincidae.

## Répartition
Cette espèce est endémique de Malaisie péninsulaire.

## Publication originale
- Boulenger, 1908 : Report on the Gunong Tahan expedition, May - Sept. 1905.111. Fishes, batrachians and reptiles. Journal of the Federated Malay States Museums, Singapore, vol. 3, p. 61-69 (texte intégral).